# Peyremale
Peyremale là một xã trong vùng Occitanie. Xã Peyremale nằm ở khu vực có độ cao từ 162-619 mét trên mực nước biển.